# Ebersberg
Ebersberg (in bavarese Ebasbeag) è una città tedesca di 11 116 abitanti, situata nel land della Baviera.